# Сталінградська битва
Сталінградська битва — битва радянських військ проти німецьких, італійських, румунських і угорських військ у ході Німецько-радянської війни. Битва була однією з найважливіших подій Другої світової війни й поряд з Битвою при Ель-Аламейні та битвою на Курській дузі була переломним моментом у ході воєнних дій, після якого Вермахт втратив стратегічну ініціативу.
Сталінградська битва стала однією з найзапекліших і кровопролитних в історії людства за кількістю сумарних безповоротних втрат (убиті, померлі від ран у госпіталях, зниклі безвісти) сторін.
Вона поділяється на два періоди: наступ німецьких військ (з 23 серпня по 18 листопада 1942 року) і контрнаступ радянських військ (з 19 листопада 1942 року по 2 лютого 1943 року).

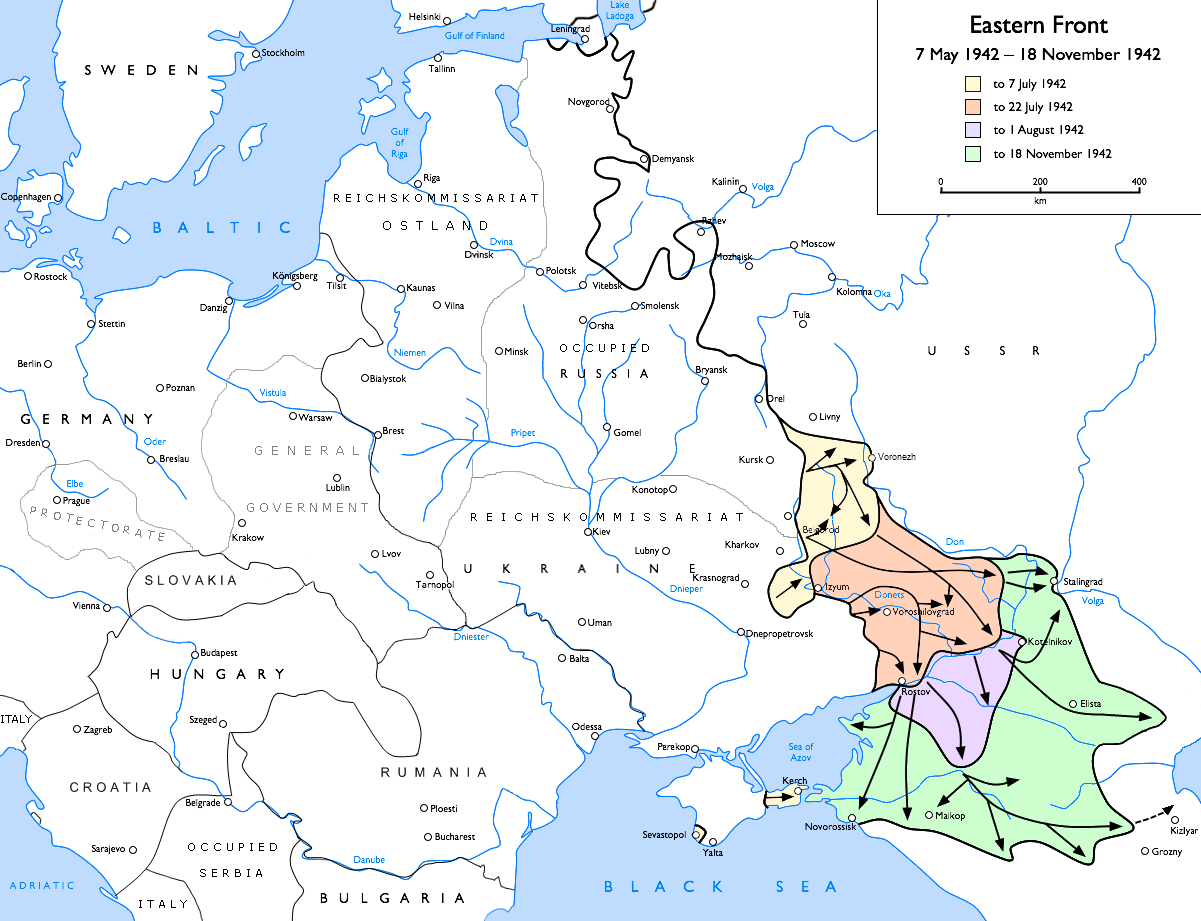
Просування німецьких військ під час «Операції Блау» з травня по листопад 1942

## План Блау
Навесні 1942 року Гітлер був повний рішучості повернути собі ініціативу на Східному фронті після різкого провалу битви під Москвою.
За допомогою німецького наступу, який мали здійснювати дві групи військ загальною чисельністю понад 1 мільйон людей та близько 2500 танків, за підтримки військ сателітів: Румунії, Угорщини та Італії (близько 600 000 осіб) повинні були остаточно розгромити радянські війська на півдні країни з метою захоплення басейнів Дону і Волги, оволодіння важливим промисловим містом Сталінградом (вузлом річкового та залізничного сполучення, важливим машинобудівним центром), а потім опанувати нафтовими свердловинами Кавказу для забезпечення Німеччини достатньою кількістю енергетичних ресурсів, необхідних для продовження війни.
5 квітня 1942 року Гітлер затвердив Директиву верховного головнокомандування вермахту № 41, в якій було викладено загальний задум наступу в літній кампанії 1942 року. Ця амбітна директива була заснована головним чином на помилковому припущенні Гітлера про неминуче матеріальне та моральне виснаження Червоної Армії після величезних втрат, понесених у 1941 році.
Початок операції «Блау» був запланований на кінець травня 1942 року. Тим не менше, кілька одиниць німецьких і румунських армій, які повинні бути частиною операції, брали участь в облозі Севастополя і в боях на Керченському півострові. Затримки в закінченні облоги відкладали дату початку операції кілька разів до кінця червня.
Військова розвідка й органи держбезпеки СРСР доносили своєму керівництву, що головний удар Німеччина завдасть на півдні радянсько-німецького фронту. Проте дані розвідки не були повністю враховані. Ставка Верховного головнокомандування та Генштаб Червоної армії виходили з того, що найсильніше угруповання вермахту продовжувало перебувати на центральній ділянці радянсько-німецького фронту, як і раніше, загрожуючи столиці СРСР. Тому вони вважали найбільш ймовірним, що головний удар вермахт завдасть на московському напрямку.
Для здійснення наступу німецька група армій «Південь» була розділена на групи армій «А» і «В». Одна з груп, що складалася з 1-ї танкової армії і 17-ї армії, мала наступати на південь (на Кавказ). Інша група у складі 6-ї армії і 4-ї танкової армії мала просуватися до Волги та захопити Сталінград.

## Початок битви
Наступ було розпочато 28 червня. Атаки були успішними насамперед тому, що радянські війська чинили невеликий опір у степу і почали безладний відступ на схід. Кілька спроб військ Червоної Армії відновити лінію оборони не мали успіху, бо зазнали нападу з боку німецьких військ на флангах.
Наступного тижня утворились два основних котли, які були невдовзі знищені — на північ від Харкова та у Ростовській області. У той же час, угорські війська, разом з 4-ю танковою армією, почали наступ на Воронеж і захопили правобережну частину міста 5 липня 1942 року.
17 липня частини німецьких 17-ї та 1-ї танкової армій захопили Ворошиловград (нині Луганськ), чим було завершено опанування промислово важливого регіону Донбасу.
23 липня 1942 Гітлер підписав директиву № 45 про продовження операції «Брауншвейг», найважливішої частини плану літньої кампанії 1942 року. Група армій «А» силами 17-ї польової, 1-й і 4-ї танкових армій отримала завдання наступати на Кавказ. Група армій «Б» силами 6-ї польової армії повинна була завдати удар по Сталінграду, захопити його й опанувати перешийок між Доном та Волгою.
Під час просування 4-ї танкової армії та 6-ї армії утворилася масивний корок через поганий стан доріг у Ростовській області. Це викликало затримку в русі німецьких військ. Після цього Гітлер змінив свою думку і віддав наказ 4-й танковій армії наступати на Сталінград.
До кінця липня німці досягли Дону на всій лінії від Воронежа до Ростова-на-Дону. 27 липня, після недовгих вуличних боїв, вони взяли Ростов і наступного дня досягли міста Калач-на-Дону (на схід від «Донської дуги», лише за 70 км від Сталінграда). З того моменту вони почали використовувати війська своїх італійських, угорських і румунських союзників по «осі», щоби прикрити свій північний фланг.
Після втрати Ростова-на-Дону Сталін видав наказ № 227, який відоміший під назвою «Ні кроку назад». Зокрема, цей документ забороняв самовільний відступ без наказу командування, а також, згідно з ним, були створені загороджувальні загони.
У кінці липня радянське командування зрозуміло наміри Гітлера. 1 серпня 1942 року Сталін призначив генерал-полковника Андрія Єрьоменка командувачем Південно-Східного фронту. Єрьоменко і політичний комісар Микита Хрущов планували оборону Сталінграда. У східній частині міста, що простяглася вздовж Волги, було зосереджено більше військ для оборони. З цих підрозділів була сформована 62-га армія, і 1 вересня її командування було доручено генерал-лейтенанту Василю Чуйкову. Чуйков отримав наказ захищати Сталінград за будь-яку ціну.
28 липня 1942 ставка ВГК для об'єднання зусиль і поліпшення керівництва військами утворила з Південного та Північно-Кавказького фронтів єдиний Північно-Кавказький фронт (командувач — маршал Радянського Союзу С.Будьонний), йому в оперативному відношенні були підлеглі Чорноморський флот (командувач — віце-адмірал Ф.Октябрський) і Азовська військова флотилія (командувач — контр-адмірал С.Горшков). Перед фронтом поставили завдання відновити становище Червоної армії на південному березі Дону.
1 серпня 1942 протягом запеклих оборонних боїв на Дону в районі станиць Клетська й Цимлянська радянські війська залишили місто Сальськ.
Наприкінці серпня війська 63-ї і 1-ї гвардійської армій провели наступальну операцію. Було визволено Серафімович і захоплено плацдарм на Дону, з якого у листопаді розгорнувся радянський наступ на Сталінград.
На південь від Сталінграда німецький наступ намагалися зупинити війська 64-ї і 57-ї армій, оперативної групи фронту і кораблі Волзької флотилії.

## Бої у Сталінграді
Сталін заборонив повну евакуацію жителів міста, щоби їхня присутність сприяла захисникам в організації опору. Цивільні особи, включно з жінками та дітьми, були мобілізовані для копання траншей і будівництва оборонних позицій. Масові бомбові атаки люфтваффе 23 серпня призвели до пожеж, в яких загинули тисячі мирних жителів і які перетворили місто в «місячний ландшафт» (80 % житлових будинків в місті були знищені).
Одним із перших удар прийняв 1077-й зенітний полк, сформований переважно з молодих жінок без належної підготовки. Попри це, і з невеликою підтримкою від інших радянських підрозділів, гарматні розрахунки зайняли позиції проти наступаючих німецьких танків. 16-їй танковій дивізії довелося битися проти 1077-го полку, поки всі його 37 батарей не були знищені або захоплені в полон.

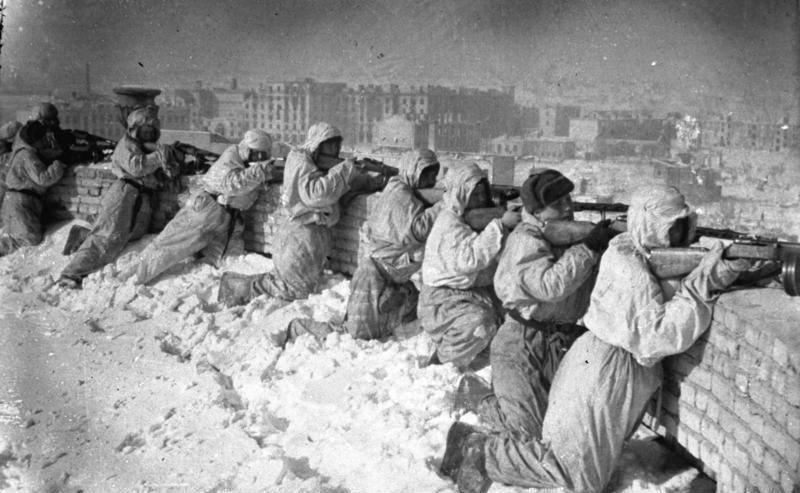
Радянські оборонні позиції.

До кінця серпня група армій «Б» досягла Волги північніше від Сталінграда. Подальше просування уздовж річки на південь від міста було наступним кроком. У початковій фазі операції значну частину радянських військ становило робітниче ополчення, складене з людей, не пов'язаних з військовим виробництвом. За короткий період заводи міста були перепрофільовані для виробництва танків. Вони надходили безпосередньо з заводів на фронт, часто навіть непофарбовані або з не до кінця налаштованими прицілами.
З 1 вересня 1942 року радянські війська могли постачати свої частини в Сталінграді небезпечною переправою через Волгу. Між руїнами зруйнованого міста 62-га армія облаштовувала свої оборонні позиції в житлових будинках і заводах. Бої в місті були жорстокими і відчайдушними.

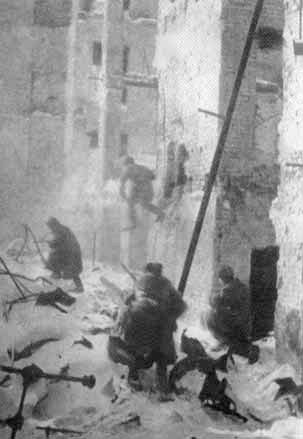
Вуличні бої у Сталінграді.

Німецькі війська, наступаючи на Сталінград, зазнали важких втрат. Німецька військова доктрина була заснована на тісній співпраці між танками, піхотою, артилерією й авіацією. Для ефективній протидії їй тактика радянських військ полягала в тому, щоби лінія фронту пролягала якомога ближче до позицій супротивника. Чуйков називав її тактикою «прийняття» німців. Ця тактика змушувала німецьку піхоту вести боротьбу без підтримки, через ризик удару по своїх. Це позбавляло німецькі війська безпосередньої авіаційної підтримки й ослаблювало підтримку артилерією. Важка боротьба йшла за кожну вулицю, кожен завод, кожен будинок, підвал і сходи. Німці називали цей безпрецедентний тип міських вуличних боїв — «Rattenkrieg» («щуряча війна»).
Боротьба за Мамаїв Курган, пагорб поруч з містом, була особливо нещадною. Висота переходила на інший бік кілька разів. Протягом одного з радянських контрнаступів, щоб повернути Мамаїв курган, радянські війська втратили цілу дивізію, що складається з 10 000 чоловіків за один день. У зерносховищі сили були так близько один до одного, що радянські та німецькі солдати могли чути дихання один одного. Бойові дії у зерносховищі тривали кілька тижнів, поки німецькі війська не підірвали бункер. В іншій частині міста будівля, яку захищав взвод під командуванням сержанта Якова Павлова, була перетворена на фортецю. Будівля, яку пізніше назвали «будинком Павлова», знаходилася на відкритому просторі в центрі міста. Солдати оточили будинок мінними полями, встановили кулеметні позиції у вікнах і зробили отвори в стінах фундаменту для кращої мобільності.
Успіху досягли радянські снайпери, що завдавали німцям значних втрат. Найвідоміший з них — Василь Зайцев налічує 242 убитих під час бою.
Через складну ситуацію німці передали важку артилерію в місто, включаючи кілька гігантських 600-мм мінометів. Німецькі війська, однак, не спробували створити плацдарм на іншому березі Волги.
У листопаді, після трьох місяців кривавої битви німецькі війська нарешті досягли берегів Волги у центрі міста, захопивши 90 % міста, і розділили радянські війська, що залишилися, у двох невеликих котлах. Крім того, крига на Волзі створила проблеми для поставок харчування для радянських військ. Попри це, бойові дії тривали, особливо на схилах Мамаєвого Кургану і на заводі в північній частині міста. Битва за сталеливарний завод, тракторний завод та завод зброї стали знаменитими. Під час того, як радянські солдати захищали свої позиції, фабрично-заводські робітники продовжували ремонт танків та іншої зброї близько до лінії бою.

## Контрнаступ радянських військ
Восени радянський генерал-полковник Олександр Василевський, який відповідав за стратегічне планування в районі Сталінграда, зосередив значну масу радянських військ в степу на північ і південь від Сталінграда.
Північний фланг німецьких військ був особливо вразливим, тому що він був захищений угорськими, румунськими та італійськими військами, що за рівнем озброєння, підготовки та бойового духу значно поступалися вермахту. План Василевського передбачав стримати тиск німецьких військ у місті, а потім розбивши погано укомплектовані і слабо захищені фланги, оточити Сталінград. Операції було дано кодове ім'я «Уран» і розпочалась одночасно з операцією «Марс», яка була спрямована проти групи армій «Центр».
19 листопада 1942 року Червона армія розпочала операцію «Уран». Наступаючі радянські війська під командуванням генерала Миколи Ватутіна складалися з трьох повних армій: 1-ї гвардійської, 5-та танкової і 21-ї армії, до складу яких входили 18 піхотних дивізій, 8 танкових бригад, 2 механізовані бригади, 6 кавалерійських дивізій та протитанкова бригада.
Румунські війська почали готуватися до оборони, але були відразу відкинуті. Нечисленна і погано оснащена 3-тя румунська армія, яка знаходилася на північному фланзі 6-ї німецької армії, була розгромлена після дня дуже важкої оборони. Радянські 26-й і 4-й танкові корпуси рушили на Калач. Із півночі Донський фронт (командувач — генерал-лейтенант К. К. Рокоссовський) наступав на Вертячий.
20 листопада 1942 року розпочався наступ радянських військ двома арміями на півдні від позицій, що займав румунський 4-й армійський корпус. Румунські війська, які складалися в основному з кавалерії, були розбиті майже відразу танкістами 4-го механізованого корпусу Сталінградського фронту. Радянські війська швидко просувалися на захід і зустрілися через два дні недалеко від міста Калач, замкнувши кільце навколо німецьких військ у Сталінграді.
В оточення потрапило від 250 000 до 290 000 солдатів країн Осі (за радянськими даними: 330 000). Це включало в себе чотирнадцять піхотних, три танкові, три моторизовані, одну протиповітряну і дві румунські дивізії та хорватський полк.
Радянські війська невдовзі створили дві лінії оборони: внутрішньої, щоб захиститися від атак з котла, і зовнішньої, щоб захиститися від можливих спроб деблокування оточення.
У своїй промові 30 вересня Гітлер заявив, що німецька армія ніколи не покине Сталінград. У засіданні німецькі генерали запропонували до створення нових оборонних рубежів на заході за лінією річки Дон. На це Герман Герінг заявив, що Люфтваффе зможуть постачати 6-ту армію через повітрянний міст. Німецька 6-та армія була найбільшою одиницею цього типу, майже вдвічі більше звичайної регулярної німецької армії. Частини 4-ї танкової армії були також захоплені у котлі. Німецькі війська в Сталінграді потребували 500 тонн на добу, а Люфтваффе могли доставити максимум 300 тонн. Однак, Гітлер підтримав пропозицію Герінга. Люфтваффе почали поставки майже одразу. Важка радянська зенітна артилерія і винищувачі для перехоплення призвели до втрати багатьох німецьких транспортних літаків. Зимова погода також знижувала ефективність німецьких ВПС. Транспортні літаки, яким вдалося досягти обложеного анклаву, евакуйовували технічних фахівців і хворих та поранених.
Через нестачу продовольства німецька армія постійно голодувала, що призводило до фізичного виснаження солдат. Також почали швидко закінчуватися паливо і медикаменти і тисячі почали вмирати від голоду, хвороб і замерзання.

## Спроби прориву кільця

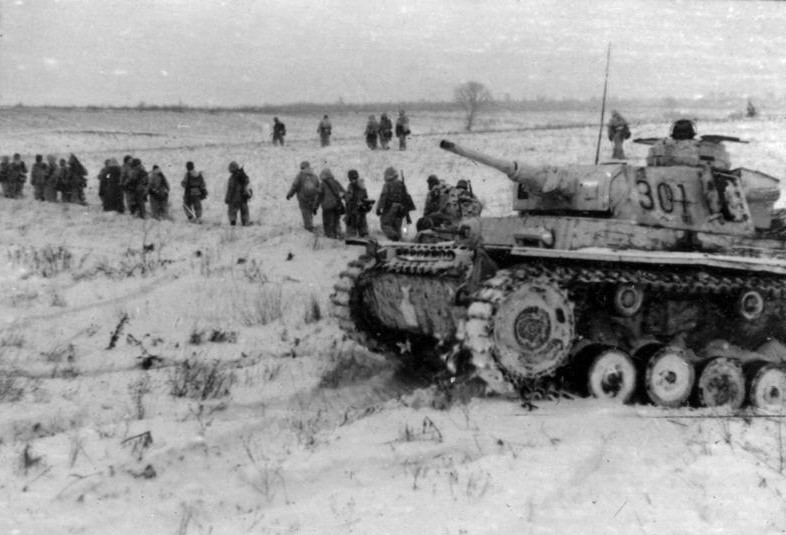
Німецький танк

Біля великої закруті Дону була сформована нова група німецьких армій. Це була група армій «Дон», командувачем якої був призначений фельдмаршал Еріх фон Манштейн. Манштейн стабілізував фронт за межами сталінградського «котла» шляхом реорганізації німецьких з'єднань і залишків румунських військ, що були розбиті в операції «Уран».
Після залучення підкріплення з інших районів Східного фронту і з окупованої Франції, 12 грудня Манштейн розпочинає операцію «Зимова буря» (нім. Wintergewitter), щоб розблокувати Паулюса. Німецький 57-й танковий корпус, за підтримки румунських частин іде від Котельниково на північному сході від Сталінграда і після тижня запеклих боїв з радянською 51-ю армією долає більшу частину дистанції. Досягнувши річки Мішкова (ліва притока Дону) менш ніж 40 км від позицій обложених військ, Манштейн змушений припинити свій наступ через понесені втрати. Пропозиції 6-ї армії спробувати прорвати оточення зсередини були відкинуті Гітлером. 23 грудня німецький контрнаступ було припинено.

## Знищення оточених військ
У січні 1943 року починається новий наступ радянських військ, операція «Сатурн», метою якого було прорвати німецькі війська на річці Дон і захопити Ростов-на-Дону. У разі успіху цього наступу, інші групи армій «Південь» були б оточені на Кавказі. Німці прийняли тактику «мобільної оборони», в якій значну роль відігравали бронетанкові війська. Радянські війська не досягли Ростова, але боротьбою змусили фон Манштейна відтягти групу армій на південь від Кавказу і стабілізувати фронт близько 250 км від міста. «6-та армія в наш час[коли?] безнадійно втратила можливість порятунку, але військам в Сталінграді не повідомили про це і вони продовжували вважати, що підкріплення було у дорозі.» Деякі німецькі офіцери просили Паулюса протистояти наказам Гітлера і замість цього спробувати вирватися з міста, але він відмовився.

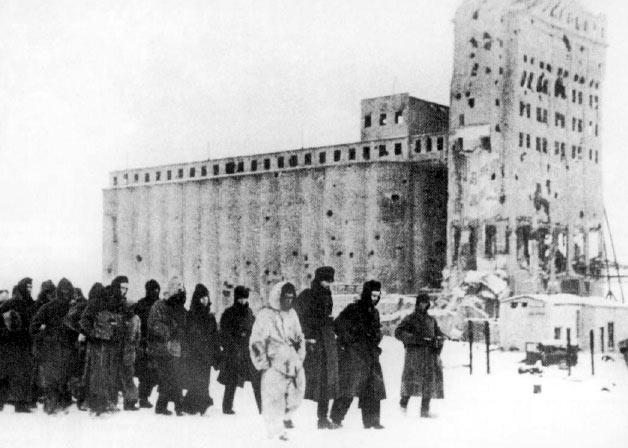
Німецькі військовополонені

Після відступу на захід групи армій «Дон», радянські війська приступили до підготовки до операції «Кільце» (рос. Кольцо). Її здійснення покладалося на війська Донського фронту, посилені трьома арміями Сталінградського фронту. Після того як Паулюс відхилив пропозицію здатися, радянські війська 10 січня 1943 почали масовий артилерійський обстріл німецьких позицій, а потім штурм. Після двох днів інтенсивних бойових дій західні німецькі позиції розпалися. 15 січня частини радянської 65-ї армії зайняли аеропорт поблизу розплідника. Вісім німецьких дивізій припинить своє існування, як військові формування (3-тя, 29-та і 60-та моторизовані, 44-та, 76-та, 113-та, 297-ма і 376-та піхотні). Через тиждень німці втратили контроль над останнім аеропортом. У той час, понад 100000 німецьких солдатів залишалося в Сталінграді. 21 січня в оточенні на хуторі Ново-Георгієвському з німецького командного складу загинув Карл Айбль — генерал піхоти (посмертно) (1943). Протягом п'ятнадцяти днів територія, що знаходилася під німецьким контролем скоротилася з 1400 до 100 км². 26 січня танкові частини 65-ї армії зімкнулися з 13-ї гвардійською дивізією на Мамаївому Кургані і розділили німецьку групу на дві частини.
30 січня Гітлер підвищив Паулюса у фельдмаршали. Німецькі фельдмаршали ніколи не були взяті в полон, і Гітлер очікував, що Паулюс буде битися на смерть або вчинить самогубство. Попри це, Паулюс здався, коли радянські війська підійшли до його штабу в руїнах головного універмагу. Південна група німецьких військ здалася 31 січня за наказом Паулюса. Північна капітулювала 2 лютого 1943. 91000 втомлених, хворих і голодуючих німців були взяті в полон. Серед ув'язнених було 22 генерали.

## Наслідки

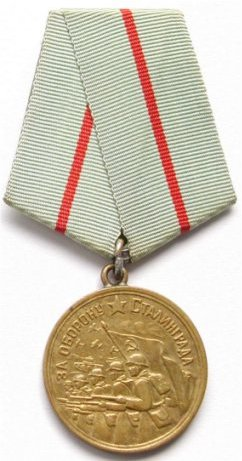
Медаль «За оборону Сталінграда»

З середини січня 1943 року, ще під час Сталінградської битви, Червона Армія розпочала новий великий наступ проти німців та їх союзників у межиріччі Дону і Сіверського Дінця, який завершився в березні битвою за Харків. У той же час німецька армія відступила з Кавказу, але зберегла Новоросійськ і Таманський півострів. Так через дев'ять місяців після німецького наступу лінія фронту повернулася назад на позиції минулого літа.
Обидві воюючі сторони зазнали важких втрат, але німецькі відшкодовувалися важче, через переважання у людських ресурсах СРСР. Крім того, нацистська Німеччина втратила багато військової техніки, запасів палива і престиж серед своїх союзників. Під час радянського контрнаступу (після 19 листопада 1942 р.) Німеччина втратила близько 2000 танків та штурмових гармат, близько 3000 винищувачів, бомбардувальники і транспортних літаків і більш ніж 10 000 гармат і мінометів проти 4341 танків і 2769 літаків втрачених радянською стороною. Німецькій військовій промисловості було важко відшкодовувати зростаючі втрати.
22 грудня 1942 року Указом Президії Верховної Ради СРСР було введено медаль «За оборону Сталінграда», якою нагороджувалися особи, що безпосередньо брали участь у обороні Сталінграда
1 травня 1945 року Сталінграду було присвоєно звання місто-герой, як данину героїзмові його захисників.

## Міфи Сталінградської битви
Відомий міф про те, що Сталінградська битва відома масовими стратами радянських солдатів радянською владою: ніби-то тільки за результатами військового трибуналу було страчено 13 500 солдатів.

## Участь у битві колабораціоністів
У складі армії Паулюса під час баталії перебувало близько 52 000 колишніх радянських громадян «гіві», більшість з яких була потім розстріляна радянською владою.